# Janina Goss
Janina Kazimiera Goss (ur. 5 lutego 1943) – polska radczyni prawna, działaczka Prawa i Sprawiedliwości, wcześniej zaś Porozumienia Centrum, związana z Łodzią.

## Życiorys
Absolwentka Wydziału Prawa i Administracji Uniwersytetu Łódzkiego. Posiada tytuł radcy prawnego od 1974.
Od 1968 do 1990 pracowała w Zarządzie WSS Społem w Łodzi. Od kwietnia 1975 do grudnia 1976 także w Banku Gospodarki Żywnościowej w Łodzi. W latach 1990–2003 członek Samorządowego Kolegium Odwoławczego w Łodzi, w latach 1991–2003 radca prawny w Wojewódzkim Inspektoracie Ochrony Środowiska w Łodzi. Członek zarządu Srebrna Sp. z o.o. od lipca 2012 do 25 czerwca 2024. 
Członek rad nadzorczych Telewizji Polskiej (2006–2009, w tym od 2007 do 2008 przewodnicząca), Polskiego Radia (2009–2010), Banku Ochrony Środowiska (2016–2022), PGE Polskiej Grupy Energetycznej (2017–2024) oraz Orlen S.A. (2023).
Na początku lat 90. była członkiem Porozumienia Centrum. Mimo słabo dostrzegalnej aktywności na zewnątrz i unikania mediów, uznawana była za jedną z najważniejszych postaci w PiS z racji zażyłości i zaufania, jakim darzył ją Jarosław Kaczyński, z którym znajomość miała utrzymywać od wczesnego dzieciństwa.
Odnotowana w rankingu „50 najbardziej wpływowych prawników” Dziennika Gazety Prawnej w 2016 (23. miejsce).